# وقت التشغيل المحمول لأباتشي
وقت التشغيل المحمول لأباتشي (بالإنجليزية: APR Apache Portable Runtime)‏ هي مكتبة برامج لخادم الويب Apache الذي يجعل بعض الميزات محمولة عندما لا تكون مدرجة في نظام التشغيل مثل ويندوز أو لينكس.
كان وقت التشغيل المحمول لأباتشي في الأصل جزءًا من خادم الويب Apache ، لكنه أصبح فيما بعد مشروعًا منفصلاً و مستقلا لمؤسسة Apache ، وتستخدمه التطبيقات الأخرى لقابلييته للنقل.

## المميزات
- تخصيص الذاكرة بطريقة ديناميكية وتجمع الذاكرة
- العمليات الذرية وهذا الوصف يشمل أ ي عملية أو مجموعة من عمليات برنامج يتم تنفيذها بالكامل دون أن تتم مقاطعتها قبل انتهاء تنفيذها.
- الإدارة الديناميكية لمكتبات البرمجيات
- مداخل-مخارج الملفات
- التنقل عبر معلمات سطر الأوامر
- عمليات الإقفال
- جداول التجزئة والمصفوفات
- وظائف الذاكرة المشتركة
- العمليات الخفيفة ، والعمليات والتنفيذ المتبادل
- مآخذ وبروتوكولات الشبكة
- وظيفة تخطي قائم